# Mikulov-Nové Město (železniční zastávka)
Mikulov-Nové město je železniční zastávka (původně železniční stanice) ležící v km 155,319 neelektrizované jednokolejné Moldavské horské dráhy. Zastávka se nachází přibližně 1,6 km od středu osady Nové Město. V bezprostřední blízkosti zastávky je jen několik domů, sloužících převážně jako rekreační chaty.

## Historie

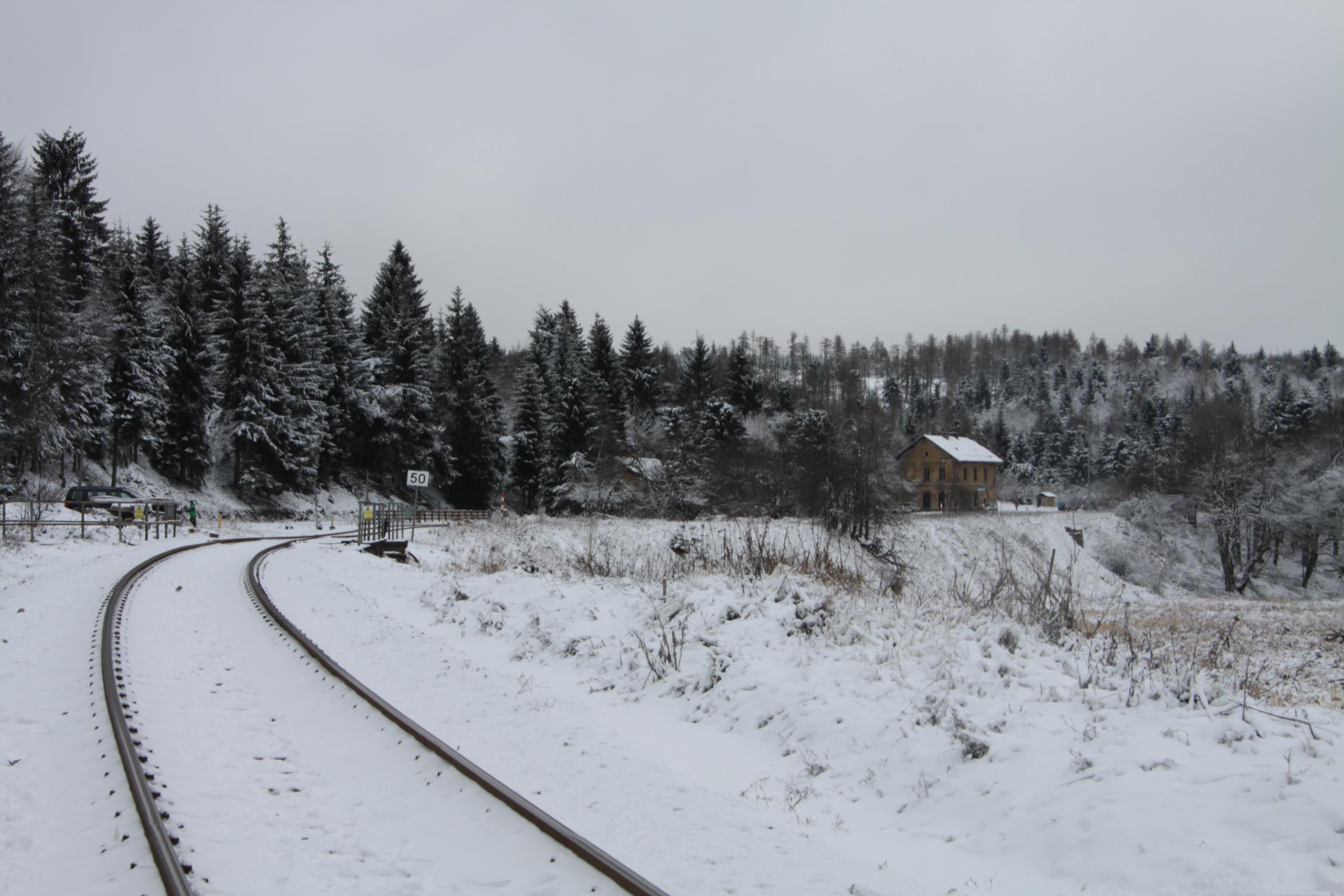
Zastávka Mikulov-Nové Město v zimě (pohled ze směru od zastávky Mikulov v Krušných horách)

Stanice byla vystavěna jako součást dráhy Most-Moldava. Z důvodu velkého stoupání mezi stanicemi Hrob a Mikulov-Nové Město byly v minulosti dlouhé a těžké vlaky ve stanici Hrob rozdělovány na více částí, z nichž každou táhla samostatná lokomotiva. Stanice Mikulov-Nové Město sloužila k tomu, že zde se opět jednotlivé části vlaku skládaly zpět.

## Popis
V zastávce je u traťové koleje jedno nástupiště o délce 70 metrů s výškou nástupní hrany 250 mm nad temenem kolejnice. Zastávka je osvětlena dvěma svítidly řízenými fotobuňkou. Většina prostor bývalé staniční budovy je uzavřena. Pro veřejnost je otevřena jedna místnost v přízemí sloužící jako čekárna. V okolí budovy lze nalézt pozůstatky bývalého kolejiště a lze si učinit představu o jeho původním rozsahu. Na koleji procházející zastávkou se však již nenachází žádná výhybka, takže jsou ostatní koleje nepoužitelné.